# تپه سیاه‌گوش ۲
تپه سیاه گوش ۲ مربوط به سده‌های اولیه دوران‌های تاریخی پس از اسلام است و در شهرستان اندیمشک، بخش مرکزی، ۲ کیلومتری شهرک مدنی واقع شده و این اثر در تاریخ ۱۵ اسفند ۱۳۸۵ با شمارهٔ ثبت ۱۷۹۹۵ به‌عنوان یکی از آثار ملی ایران به ثبت رسیده است.